# آنالی شاهنیان

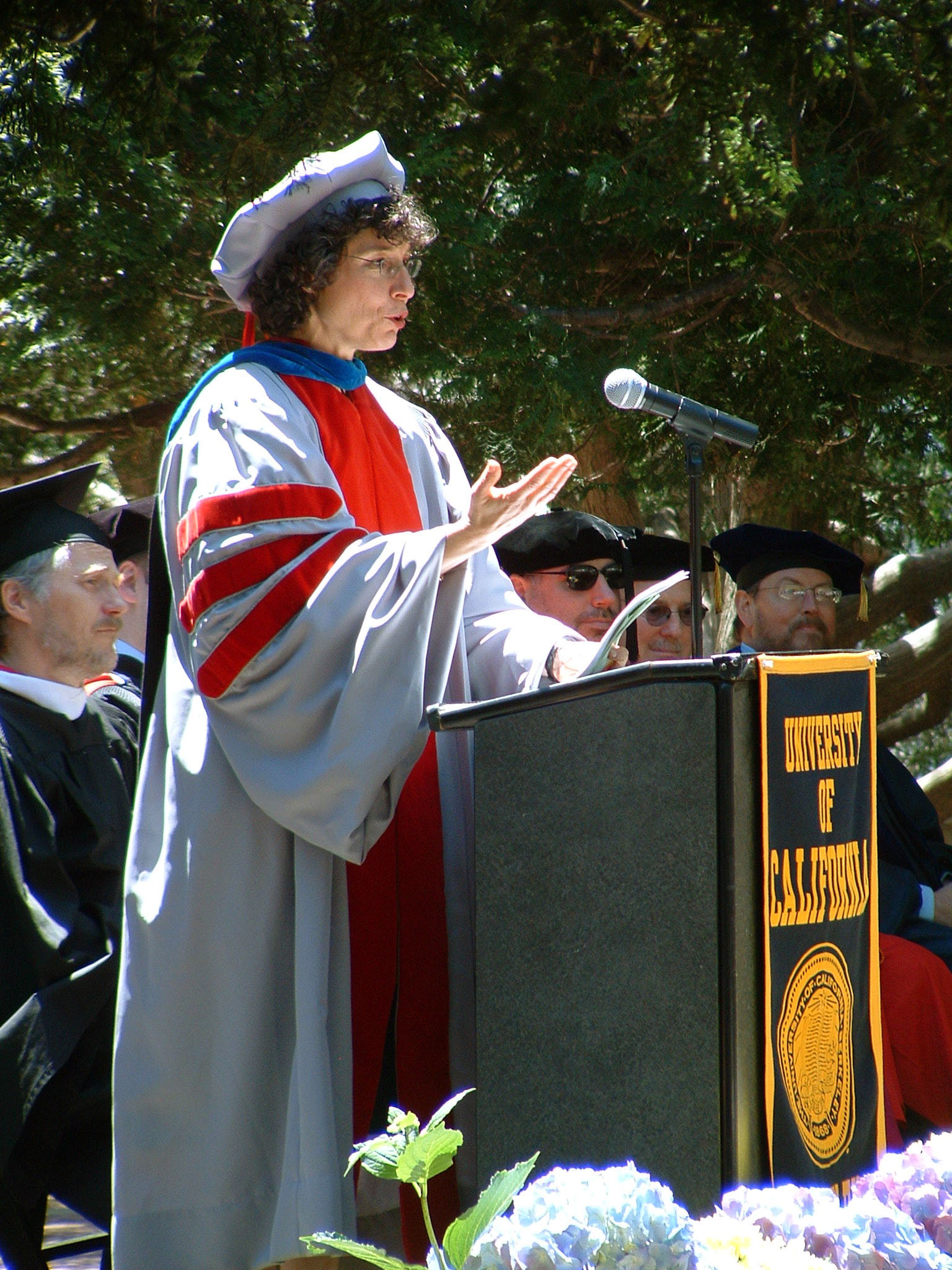

آنالی شاهِنیان (ارمنی: [] Error: {{Lang}}: فاقد متن (راهنما)؛ انگلیسی: AnnaLee Saxenian؛ زادهٔ ۱۷ دسامبر ۱۹۵۴) پروفسور ارمنی‌تبار اهل ایالات متحده آمریکا و رئیس کنونی دانشکده اطلاعات دانشگاه برکلی، کالیفرنیا، که به‌طور گسترده به‌خاطر فعالیتش در زمینه خوشه‌های فناوری و شبکه‌های اجتماعی در دره سیلیکون شناخته شده است.

## زندگی‌نامه
وی در ۱۷ دسامبر ۱۹۵۴ به دنیا آمد. شاهنیان در سال ۱۹۷۶ مدرک لیسانس خود را از کالج ویلیامز دریافت کرد و مدرک دکترای خود را از مؤسسه فناوری ماساچوست در سال ۱۹۸۹ دریافت کرد.

## تالیفات
- Regional Advantage: Culture and Competition in Silicon Valley and Route 128 (1994)